# Corydoras crypticus
Corydoras crypticus är en fiskart som beskrevs av Sands, 1995. Corydoras crypticus ingår i släktet Corydoras och familjen Callichthyidae. Inga underarter finns listade i Catalogue of Life.